# Artem Kuslij
Artem Wołodymyrowycz Kuslij (ukr. Артем Володимирович Куслій; ur. 7 lipca 1981 w Dniepropietrowsku) – ukraiński piłkarz, grający na pozycji bramkarza.

## Kariera piłkarska

### Kariera klubowa
Wychowanek Dnipra Dniepropetrowsk, w którym rozpoczął karierę piłkarską. Występował najpierw w składzie drugiej drużyny, a 21 maja 2000 debiutował w Wyszczej lidze w meczu z Nywą Tarnopol (1:1). Wiosną 1999 bronił barw Urałanu Elista. W sezonie 2007/08 został wypożyczony do beniaminka Wyszczej Lihi Naftowyk-Ukrnafta Ochtyrka. Po zakończeniu sezonu grał na wypożyczeniu w Krywbasie Krzywy Róg. Podczas przerwy zimowej sezonu 2008/09 próbował swoich sił w Tawrii Symferopol, a latem 2009 w Illicziwcu Mariupol, ale w obu przypadkach nie podpisał kontraktów z nimi. Potem przez zalecenia lekarzy pół roku był zmuszony „odpocząć” od piłki nożnej.

### Kariera reprezentacyjna
Na juniorskich Mistrzostwach Europy U-18 rozgrywanych w 2000 roku w Niemczech występował w reprezentacji Ukrainy. Następnie bronił barw reprezentacji Ukrainy U-20 na Mistrzostwach świata U-20.

## Sukcesy i odznaczenia

### Sukcesy klubowe
- brązowy medalista Mistrzostw Ukrainy: 2001

### Sukcesy reprezentacyjne
- wicemistrz Mistrzostw Europy U-18: 2000
- uczestnik turnieju finałowego Mistrzostw świata U-20: 2001